# Кхамтай Сіпхандон
Кхамтай Сіпхандон (лаос. ຄຳໄຕ ສີພັນດອນ; 8 лютого 1924, Хоа-Хонгу, Тямпасак, Французький Індокитай — 2 квітня 2025, В'єнтьян) — лаоський генерал і політик, голова уряду від 1991 до 1998, генеральний секретар Лаоської революційної народної партії (ЛРВП) від 1992 до 2006 та президент Лаосу від 1998 до 2006 року.

## Життєпис
Народився 8 лютого 1924 року в Хоа-Хонгу, провінція Тямпасак, тоді Французький Індокитай. Кхамтай Сіпхандон походить із фермерської родини з крайнього півдня Лаосу. Працював листоношею. Після закінчення Другої світової війни він приєднався до національно-визвольного руху Лао-Іссара, який виступав за незалежність Лаосу та проти повернення адміністрації французького протекторату. Перед тим, як французи відновили контроль над Саваннакхетом у березні 1946 року, Кхамтай взяв на себе всю провінційну скарбницю (150 000 піастрів). Він став офіцером збройного крила руху і в 1948 році його представником у південному Лаосі. Після поділу Лао-Іссари він приєднався до прокомуністичного Патет Лао в 1950 році.
У 1954 році він став членом Комуністичної партії Індокитаю, в 1955 році — Лаоської народної партії (сьогодні ЛРВП), він був член ЦК партії з 1957 року. Його вважали близькою довіреною особою першого генерального секретаря Кейсона Фомвіхана. У 1962 році він став його наступником на посаді начальника штабу збройних формувань Патет Лао. У 1966 році він став головнокомандувачем «Лаоською народно-визвольною армією», яка боролася проти королівських військ у Лаоській громадянській війні за підтримки Північного В'єтнаму. 1972-го року став членом Політбюро ЛРВП.
Після приходу до влади комуністів у 1975 році він став міністром оборони та заступником голови Ради міністрів. Цю посаду він обіймав 16 років. Після Кейсона і Нугака Пхумсаванха він був третьою особою в керівництві партії від 5-го партійного з'їзду в 1991 році. 15 серпня 1991 року він змінив на посаді глави уряду Кейсона. Однак ця служба втратила вплив на президента відповідно до нової конституції. Після смерті багаторічного лідера партії Кейсона в 1992 році Кхамтай піднявся на вершину державної партії ЛРВП.
24 лютого 1998 року він став наступником 5-го Президента Лаоської Народно-Демократичної Республіки Нугака Пхумсаванха. На 8-й конференції партії ЛРВП 21 березня 2006 року Кхамтай подав у відставку з посади Генерального секретаря на користь свого колишнього товариша по службі, генерал-лейтенанта Чуммалі Саясона. Він також пішов за ним 8 червня того ж року, як президент. Кхамтай також забезпечив, щоб його протеже Буасон Бупхаванх став новим главою уряду та його син губернатором Тямпасака. Як результат, він продовжував чинити значний вплив на лаоську політику навіть після офіційної відставки.
Сіпхандон помер 2 квітня 2025 року у своїй резиденції у В'єнтьяні у віці 101 року. Уряд Лаосу оголосив траур з 3 по 7 квітня.